# فندق دمشق الدولي
فندق دمشق الدولي هو فندق أربعة نجوم يقع في وسط مدينة دمشق، سوريا.